# Zia od-din Tabatabai

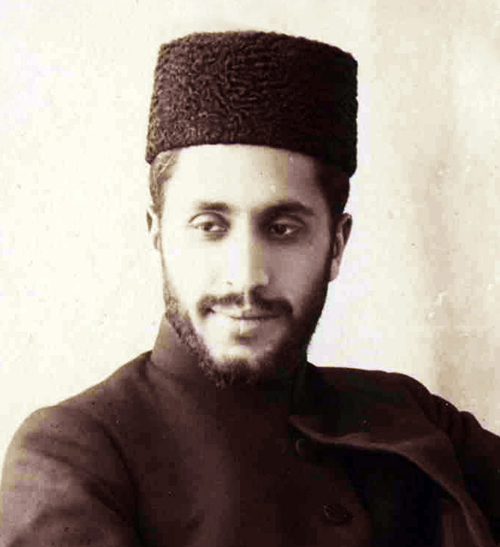
Zia od-din Tabatabai, omkring 1921

Seyed Zia od-din Tabatabai (persiska: ضیاءالدین طباطبایی), född i juni 1889 i Shiraz, Iran, död 29 augusti 1969 i Teheran, var en iransk pro-konstitutionalistisk politiker, intellektuell och journalist, som med hjälp av Reza Khan genomförde en statskupp 1921 i Teheran och tjänstgjorde som landets premiärminister. 

## Karriär

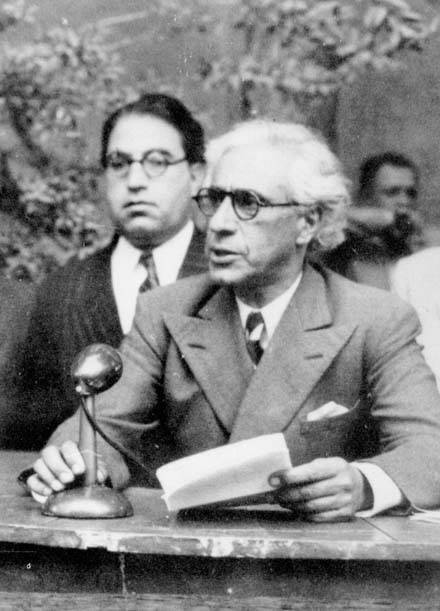
Zia od-din Tabatabai, omkring 1960

Zia od-din Tabatabai fick sin grundutbildning i Tabriz där hans far Seyed Ali Tabatabai var en inflytelserik mulla. Han började som sextonåring sin karriär som journalist och grundade också en egen dagstidning vid namn Nedā-ye eslām (Islams röst) som kritiserade makthavarna. Han var aktiv förkämpe för konstitutionalism under den konstitutionella revolutionen 1906 i Iran. 1917 fick han i uppdrag av regeringen att göra en resa till Sankt. Petersburg, där han själv bevittnade den bolsjevikiska revolutionen.
Zia od-din Tabatabai kom till makten i en statskupp den 22 februari 1921 med hjälp av Reza Khan, som senare blev landets shah. I egenskap av premiärminister reformerade han det politiska styret under den siste qajarkungen Ahmad Shah Mirza. Han tillsatte en reformkommission ledd av Mohammad Ali Foroughi. Finansministeriet stängdes dock till en början för att i grunden reformera skatte- och finanssystemet, som i huvudsak hade kollapsat. Hans reformansträngningar hade stöd av intellektuella, såsom Aref Qazvini och Mirzade-ye Eshqi, men motarbetades av shahen och han fick avgå efter bara drygt tre månader. 
Under de följande tio åren reste Zia od-din Tabatabai runt i Europa och var bosatt i Berlin, Genève och Montreux. Han sysslade bland annat med försäljning av persiska mattor. 1931 blev han ordförande för den Islamiska världskongressen (World Islamic Congress) med säte i Jerusalem och i denna roll medverkade han till grundandet av al-Aqsa-universitetet i staden. 
1943 återvände han till Iran och blev borgmästare i Teheran. Samma år grundade han det probrittiska och antikommunistiska partiet Erāde-ye melli ("Den nationella viljan"), som var aktivt fram till 1951. 1944 tjänstgjorde han som ledamot i det iranska parlamentet (majles). Under sina femton sista år tjänstgjorde Zia od-din Tabatabai som nära rådgivare åt Mohammad Reza Pahlavi.
Zia od-din Tabatabai dog i hjärtattack 1969 och efter hans död övertogs hans hus av myndigheterna. På marken uppfördes senare Evinfängelset. 
Zia od-din Tabatabai fick en statsbegravning och jordfästes i Naser od-din Shahs mausoleum i staden Reyy.